# Pedro García Lorente
Pedro García Lorente fue un historietista español (1920).

## Biografía
García Lorente colaboró en la película Garbancito de la Mancha (1945), además de en multitud de revistas como Nicolás, Florita, Pulgarcito y Yumbo.
En 1952 y junto a Enric Badía Romero y Ramón Monzón fundó una academia de enseñanza de dibujo por correspondencia. Continuó trabajando en las publicaciones de Bruguera con series como Maximo Mini (1971), pero también en revistas más adultas como Barrabás (1972) y "El Papus" (1973).

## Obra
| Años | Título                                             | Publicación  | Editorial |
| ---- | -------------------------------------------------- | ------------ | --------- |
| 1948 | Arturito, el Trovador                              | "Nicolás"    | Cliper    |
| 1948 | Canuto                                             | "Pulgarcito" | Bruguera  |
| 1952 | Simplicio                                          | "Pulgarcito" | Bruguera  |
| 1951 | Microbio                                           | "DDT"        | Bruguera  |
| 1952 | Violeto                                            | "DDT"        | Bruguera  |
| 1964 | El tendero Sisebuto y su aprendiz, que es un bruto | "Tío Vivo"   | Bruguera  |
| 1971 | Máximo Mini                                        | "Tío Vivo"   | Bruguera  |
| 1974 | Carusino, un can muy fino                          | "Mortadelo"  | Bruguera  |